# 三春重雄
三春 重雄（みはる しげお、1910年3月17日 - 1996年1月8日）は、宮城県志田郡古川町(現・大崎市)生まれ、旧制古川中学校（宮城県古川高等学校）、法政大学出身、日本の政治家。元・宮城県議会議員、日本社会党宮城県本部委員長、日ソ協会（現・日本ユーラシア協会）宮城連合会長、河北新報社厚生部部長などを歴任。第46代内閣総理大臣の片山哲は義理の叔父にあたる。

## 略歴
- 1945年（昭和20年） - 日野吉夫、佐々木更三らと日本社会党宮城県本部を結成。
- 1947年（昭和22年） - 宮城県議会議員に初当選、通算12期。
- 1973年〜1977年（昭和48〜52年） - 日本社会党宮城県本部委員長。日ソ協会宮城連合会長を務め、当時はソビエト連邦の構成国であった白ロシア・ソビエト社会主義共和国のミンスク市と仙台市の姉妹都市協定に尽力した。
- 1972年（昭和47年） - 藍綬褒章
- 1980年（昭和55年） - 勲四等瑞宝章

仙台市博物館にある「魯迅の碑」設置にも尽力をした。